# Покровськобагачанська сільська громада
Покровськобагачанська сільська об'єднана територіальна громада — колишня об'єднана територіальна громада в Україні, в Хорольському районі Полтавської області. Адміністративний центр — село Покровська Багачка.
Площа громади — 121,25 км², населення — 2557 мешканців (2018).
Утворена 13 серпня 2015 року шляхом об'єднання Березняківської, Покровсько-Багачанської та Тарасівської сільських рад Хорольського району.
12 червня 2020 року громада була ліквідована і увійшла до Хорольської міської громади.

## Населені пункти
До складу громади входили 7 сіл: Березняки, Єрківці, Запорожчине, Іванці, Настасівка, Покровська Багачка та Тарасівка.